# Eumenes asiaticus
Eumenes asiaticus är en stekelart som beskrevs av Gusenleitner 1970. Eumenes asiaticus ingår i släktet krukmakargetingar, och familjen Eumenidae. Inga underarter finns listade i Catalogue of Life.